# Спрінгборо (Пенсільванія)
Спрінгборо (англ. Springboro) — місто (англ. borough) в США, в окрузі Кроуфорд штату Пенсільванія. Населення — 377 осіб (2020).

## Географія
Спрінгборо розташоване за координатами 41°48′2″ пн. ш. 80°22′17″ зх. д. / 41.80056° пн. ш. 80.37139° зх. д. (41.800568, -80.371506).  За даними Бюро перепису населення США в 2010 році місто мало площу 2,15 км², уся площа — суходіл.

## Демографія
Згідно з переписом 2010 року, у селищі мешкало 477 осіб у 179 домогосподарствах у складі 125 родин. Густота населення становила 222 особи/км².  Було 199 помешкань (93/км²).
Расовий склад населення:
| - 97,5 % — білих - 1,0 % — чорних або афроамериканців - 0,4 % — вихідців з тихоокеанських островів |

До двох чи більше рас належало 0,4 %. Частка іспаномовних становила 1,9 % від усіх жителів.
За віковим діапазоном населення розподілялося таким чином: 24,9 % — особи молодші 18 років, 63,2 % — особи у віці 18—64 років, 11,9 % — особи у віці 65 років та старші. Медіана віку мешканця становила 38,5 року. На 100 осіб жіночої статі у селищі припадало 102,1 чоловіків;  на 100 жінок у віці від 18 років та старших — 103,4 чоловіків також старших 18 років.
Середній дохід на одне домашнє господарство  становив 54 618 доларів США (медіана — 41 786), а середній дохід на одну сім'ю — 57 136 доларів (медіана — 45 417). За межею бідності перебувало 24,0 % осіб, у тому числі 30,1 % дітей у віці до 18 років та 9,8 % осіб у віці 65 років та старших.
Цивільне працевлаштоване населення становило 162 особи. Основні галузі зайнятості: виробництво — 21,0 %, освіта, охорона здоров'я та соціальна допомога — 21,0 %, роздрібна торгівля — 17,9 %.